# Claud O'Donnell
Pour les articles homonymes, voir O'Donnell.
Pas d'image ? Cliquez ici

a Compétitions nationales et continentales officielles uniquement.

b Matchs officiels uniquement.
Dernière mise à jour le 16 janvier 2024.
Claud Augustus O'Donnell, né le 30 janvier 1886 à Sydney et mort le 4 août 1953 à Glebe, est un joueur de rugby à XV et de rugby à XIII australien. Il joue en équipe nationale dans les deux codes du rugby, évoluant au poste de talonneur à XV et de deuxième ligne à XIII.

## Biographie
Claud O'Donnell est un joueur pionnier au plus haut niveau. Il est sélectionné avec l'équipe d'Australie de rugby à XV contre les All Blacks en visite en tournée en 1913 à deux reprises. Puis il change de code et passe au rugby à XIII. Il évolue avec le club de Souths Magpies à Brisbane. Il est sélectionné pour les 4 tests de la tournée de 1919 contre la Nouvelle-Zélande. il est le 97e joueur à porter les couleurs des Kangourous. Clarrie Prentice et Claud O'Donnell deviennent le 23 août 1919 les 20e et 21e Australiens à être internationaux dans les 2 codes. Doug McLean sera seulement 18 ans plus tard le nouvel international australien à cumuler les deux honneurs.

## Statistiques en équipe nationale

### En rugby à XV
- 2 sélections avec l'équipe d'Australie de rugby à XV en 1913

### En rugby à XIII
- 4 sélections avec l'équipe d'Australie de rugby à XIII en 1919